# Gerenciamento de Impressões Pessoais

## Gerenciamento De Impressões Pessoais
O gerenciamento de impressões é um processo consciente ou subconsciente no qual as pessoas tentam influenciar as percepções de outros sobre uma pessoa, objeto ou evento. Esse processo é feito pela regulação e controle de informações na interação social [1]. A fundação e os princípios definidores da gestão de impressões foram criados por Erving Goffman em 1959 no livro The Presentation of Self in Everyday Life. A teoria do gerenciamento de impressões afirma que se tenta alterar a percepção de acordo com os objetivos da pessoa. Em outras palavras, a teoria é sobre como os indivíduos desejam se apresentar, mas de uma maneira que satisfaça suas necessidades e objetivos. Goffman "propôs enfocar como as pessoas em situações de trabalho diárias se apresentam e, ao fazê-lo, o que estão fazendo com os outros", e ele estava "particularmente interessado em como uma pessoa guia e controla como os outros formam uma impressão deles e uma pessoa pode ou não fazer enquanto se apresenta antes deles ". [2]
A noção do gerenciamento de impressões foi aplicada pela primeira vez à comunicação face a face, mas depois expandida para se aplicar às comunicações em geral. O conceito de gerenciamento de impressões é aplicável a áreas acadêmicas de estudo, como psicologia e sociologia, bem como áreas práticas, como comunicação corporativa e mídia.

## Resumo
O artigo trata das relações entre gerenciamento de impressão (GI) e comportamento de candidatos a cargos de gerência intermediária e de selecionadores em entrevista de seleção. Trata-se de pesquisa exploratória, realizada em duas consultorias de RH, tendo como sujeitos trinta candidatos e quatro selecionadoras. Os dados foram coletados através de entrevistas individuais, observações diretas e fontes documentais, sendo analisados à luz do referencial teórico. Os resultados indicam que candidatos e selecionadoras empregam estratégias e táticas de GI durante a entrevista de seleção. Percebe-se, ainda, uma homogeneização das orientações oferecidas aos candidatos, bem como do comportamento destes durante a entrevista de seleção, que resulta de modos de subjetivação ou de produção de estilos de vida que constroem sujeitos camaleônicos.

## O método de pesquisa
O GI é um tema pouco abundante na literatura específica brasileira (Mendonça, Vieira e Espírito Santo, 1999), e as pesquisas sobre seu emprego, em contexto de entrevista de seleção, apresentam controvérsias, quer seja quanto ao seu impacto sobre a decisão do selecionador (Anderson, 1999), quer seja por questões éticas (Ralston e Kirkwood, 1999). Diante disso, para responder ao problema de pesquisa anteriormente apresentado, optou-se por realizar uma pesquisa de cunho exploratório, uma vez que esta propicia a investigação de um tema com pouco conhecimento sistematizado, proporcionando maior familiaridade com o problema e o aprimoramento de idéias (Gil, 1991), além de possibilitar subsídios para novas propostas de pesquisa (Roesch, 1999).
A presente pesquisa foi realizada em duas consultorias de recursos humanos localizadas em Porto Alegre (RS), escolhidas de acordo com o critério de acessibilidade. A opção por consultorias deve-se ao fato de que possibilitam o acesso a um número maior de candidatos em entrevistas de seleção. Por solicitação das selecionadoras, as empresas não serão identificadas, sendo, de agora em diante, denominadas Consultoria Alfa e Consultoria Ômega.
As Consultorias Alfa e Ômega realizam atividades de consultoria, treinamento e seleção para empresas de médio e, principalmente, de grande porte, pertencentes aos setores industrial, de serviços e financeiro. A atividade de seleção concentra-se nas áreas administrativas e gerenciais, ocorrendo apenas excepcionalmente para cargos operacionais. A entrevista de seleção é tida como principal instrumento de seleção, sendo, às vezes, utilizados testes psicológicos.
Os sujeitos da pesquisa foram trinta candidatos a cargos de gerência intermediária, participantes de entrevistas de seleção nas consultorias citadas. Por gerente intermediário, entende-se aquele que se situa entre a direção e o nível operacional, podendo ser denominado gerente, coordenador ou supervisor (Maximiano, 2000). As características observadas na escolha dos processos seletivos foram a exigência de nível superior e de a vaga ser requisitada por empresas de médio e grande portes. A escolha desses sujeitos deve-se às maiores qualificações exigidas dos ocupantes desse cargo (Aguiar, 1994; Echeveste et al, 1998), sendo que a ambigüidade com relação a essas qualificações (Lima, 1995, Motta, 1998) favorece a utilização do GI. Também participaram da pesquisa quatro selecionadoras, duas de cada consultoria de RH, que conduziram os processos seletivos observados, todas com formação em Psicologia.

## Efeito Camaleão
As entrevistas de seleção observadas inserem-se em um contexto de exigências quanto a competências e qualificações (Teodósio, Gaspar e Rodrigues, 1997; Echeveste et al., 1998), em que o medo do desemprego constitui uma grande preocupação e em que o sujeito é o principal responsável pela gestão de sua carreira. As falas de alguns dos candidatos entrevistados retrataram reações distintas diante desse cenário. Alguns o percebem com o temor da exclusão, outros assumem e reproduzem o discurso e a posição de gestor da própria carreira, consumindo, desde já, modos de gestão hegemônicos. Em ambos os casos, porém, percebeu-se que os candidatos consideravam que ser um profissional qualificado já não é o suficiente para se manter no mercado de trabalho, conforme as declarações dos sujeitos a seguir:
A cada conversa tu vês assim o quanto de bons profissionais e que não estão sendo aproveitados ou que não conseguem colocação porque está restrito ou porque está além (suj.2:M/35a/desempregado/superior completo).
Eu acho que todo profissional tem que saber valorizar o seu know-how, valorizar seu conhecimento, vender melhor a sua maior capacidade. Muitas vezes um profissional tem um know-how mas ele não consegue divulgar, comunicar o suficiente para passar isso, e ele se perde. Ou é visto de forma parcial (suj.30: F/41a /desempregada /superior completo).
Durante as entrevistas de seleção observadas, percebeu-se que os candidatos empregavam estratégias e táticas de GI que lhes possibilitavam aproximarem-se das características do modelo ideal de gerente apontado na literatura (Teodósio, Gaspar e Rodrigues, 1997; Echeveste et al., 1998; Marras, 2000; Lima, 1995) e procurado pelos selecionadores.

## Referência
1. ↑  <ref>REFERÊNCIAS

1 - Piwinger, Manfred; Ebert, Helmut (2001). "Impression Management: Wie aus Niemand Jemand wird". in: Bentele, Guenther et al. (Ed.), Kommunikationsmanagement: Strategien, Wissen, Lösungen. Luchterhand, Neuwied.

2- Browning, Larry D.; Saetre, Alf Steinar; Stephens, Keri; Sornes, Jan-Oddvar (2010-09-28). Information and Communication Technologies in Action: Linking Theories and Narratives of Practice. Routledge. ISBN 9781135889432.

3 – Comportamento Organizacional – Stephen Robbins

1. ↑  ANDERSON, Neil. Decision Making in the Graduate Selection Interview: a Field Study. Journal of Occupational Psychology, v.63, n.1, 1999, mar., p. 63.
CALDAS, Miguel P.; TONELLI, Maria J. O Homem Camaleão e os Modismos Gerenciais: uma Discussão Sociopsicanalítica do Comportamento Modal nas Organizações. In Motta, Fernando C. P.; Freitas, Maria E. Vida Psíquica e Organização. Rio de Janeiro: FGV. cap. 7, 2000, pp.130-147.
CASE, Thomas A. Como Conquistar um Ótimo Emprego e Dar um Salto Importante... 2. ed. São Paulo: Makron Books, 1997.
DICAS. Disponível em: <http://www.empregos.net/dicas/dicas.htm>, 2001.